# Bracon terebralis
Bracon terebralis är en stekelart som beskrevs av Vladimir Ivanovich Tobias 2000. Bracon terebralis ingår i släktet Bracon och familjen bracksteklar. Inga underarter finns listade.